# 戦国四君
戦国四君（せんごくしくん）は、中国の戦国時代に活躍した4人の人物を総称した呼び名。

## 一覧
「〜〜君」とは封じられた封号であり、この4人の他にもこのような封号を封じられた者は多数いた。
- 斉の孟嘗君 田文（? - 紀元前279年）
- 趙の平原君 趙勝（? - 紀元前251年）
- 魏の信陵君 魏無忌（? - 紀元前244年）
- 楚の春申君 黄歇（? - 紀元前238年）

このうち春申君は宰相で他は王族出身者。彼らはいずれもその国の有力な政治家で、それぞれ3000人もの食客を養っていたことで有名である。
彼らによる合従策や軍事的活動によって活躍した頃は、のちに強国となる秦もなかなか東進に踏み出せないでいたとされる。彼らの威勢・人望は、時として使えるべき君主らの嫉妬・疑惑を招き、禍を招きよせることもあった。